# Smriti Mandhana
Smriti Mandhana (* 18. Juli 1996 in Mumbai, Indien) ist eine indische Cricketspielerin die seit 2013 für die indischen Nationalmannschaft spielt.

## Kindheit und Ausbildung
Mandhana wurde in Mumbai geboren, ihre Familie zog allerdings kurz danach nach Madhavnagar. Sie wurde durch ihren Vater an den Cricketsport herangeführt. Ihr Bruder, Shravan, war ebenfalls Cricketspieler in seiner Jugend und schaffte es bis in die U19-Auswahl von Maharashtra und sie verfolgte mit ihrem Vater seine Spiele. Durch die Faszination ihres Vaters mit linkshändigen Battern wurde die ansonsten rechtshändige Mandhana ebenfalls linkshändige Batterin ausgebildet. Mit neun Jahren wurde sie in die U15-Auswahl von Maharashtra berufen. Zwei Jahre später folgte die Beförderung in die U19-Auswahl, auch wenn sie dort zunächst keine Einsätze fand. So stand sie im Alter von 15 Jahren vor der Wahl sich mehr auf einen akademischen Weg zu begeben oder weiter Cricket zu spielen und ihre Mutter überzeugte sie letzteres zu tun. Daraufhin folgte eine erfolgreiche Karriere im Jugend-Cricket die sie bis auf die nationale Ebene führte.

## Aktive Karriere

### Einstieg in die Nationalmannschaft
Nachdem mehrere Stammspielerinnen für die Tour in Bangladesch im April 2013 geschont wurden, wurde die 16-jährige Mandhana ins Nationalteam berufen. Bei ihrem Debüt im WTwenty20 erzielte sie 39 Runs und ein paar Tage später beim WODI 25 Runs. Im Januar 2014 wurde sie wieder eingesetzt, dieses Mal auf der Tour gegen Sri Lanka und konnte dort im zweiten WODI ihr erstes Half-Century über 51 Runs erzielen. Sie wurde auch beim ICC Women’s World Twenty20 2014 eingesetzt, konnte dort jedoch nicht überzeugen. Wirklich im Team etablieren konnte sie sich im Sommer 2014 auf der Tour in England. Dort absolvierte sie ihren ersten WTest und konnte dadrin ein Fifty über 51 Runs erzielen. In den WODIs erzielte sie im ersten Spiel ebenfalls ein Half-Century über 74 Runs. Ein weiteres Half-Century konnte sie auf der Tour gegen Südafrika im folgenden Winter erzielten, als sie 52 Runs im WTwenty20 erreichte.
Im Sommer 2015 erzielte sie im vierten WODI auf der Tour gegen Neuseeland ein Fifty über 66 Runs. Im Winter darauf konnte sie auf der Tour nach Australien im zweiten WODI ihr erstes Century erzielen, als sie 102 Runs aus 109 Bällen erreichte und damit als Spielerin des Spiels ausgezeichnet wurde. Im dritten WODI kam noch ein weiteres Fifty über 55 Runs hinzu. Die gleiche Run-Zahl erzielte sie die Woche darauf daheim gegen Sri Lanka und sicherte sich eine weitere Spielerin-des-Spiels-Auszeichnung. In der Folge wurde sie beim ICC Women’s World Twenty20 2016 eingesetzt, konnte aber abermals nicht herausstechen.

### Aufstieg in die Weltspitze
Zur Saison 2016/17 wurde sie erstmals in die australische Profiliga Women’s Big Bash League berufen, als sie für Brisbane Heat unterschrieb. Auch wurde sie für den Women’s Cricket World Cup 2017 nominiert, nachdem sie rechtzeitig sich von einer Verletzung erholen konnte. Dort konnte sie vor allem in den ersten beiden Spielen überzeugen. Mit 90 Runs gegen England konnte sie den Sieg sichern und wurde als Spielerin des Spiels ausgezeichnet. Gleiches gelang ihr im zweiten Spiel gegen die West Indies, als sie mit 106 Runs aus 108 Bällen ein Century erzielte. Nach diesen Spielen jedoch konnte sie keine Akzente bei dem Turnier mehr setzen.
Es folgten zahlreiche Touren, in denen sie konstant mehrere Half-Centuries und mehr erzielte. In Südafrika im Februar 2018 konnte sie zwei Auszeichnungen als Spielerin des Spiels sichern, als sie im ersten WODI 84 Runs und im zweiten ein Century über 135 Runs aus 129 Bällen erzielte. Auch im zweiten WTwenty20 der Tour erzielte sie mit 57 Runs ein Fifty. Im Monat darauf kam Australien nach Indien, wobei Mandhana zwei Fifties (67 und 52 Runs) in den WODIs erzielte. Daraufhin reiste England nach Indien und die drei Teams spielten zunächst ein Drei-Nationen-Turnier im WTwenty20. Dabei konnte sie drei Half-Centuries erzielen (67, 76 und 62* Runs). In der daran anschließenden WODI-Serie gegen England konnte sie dann ebenfalls zwei Fifty erzielen (86, 53* Runs).

### Konstante Leistungen als Schlagfrau
Im Herbst 2018 folgte eine Tour nach Sri Lanka und abermals konnte sie zwei Fifties erzielen (73* und 51 Runs). Beim ICC Women’s World Twenty20 2018 konnte sie das indische Team mit 83 Runs gegen Australien zum Gruppensieg führen. Daraufhin jedoch schied das Team gegen England im Halbfinale aus. Die Saison wurde im Januar 2019 in Neuseeland fortgesetzt, wo sie zunächst ein Century über 105 Runs aus 104 Bällen erzielte, um dann ein ungeschlagenes Half-Century über 90* Runs im zweiten Spiel zu erreichen. In beiden Spielen wurde sie als Spielerin des Spiels ausgezeichnet. Bei der darauf folgenden Tour gegen England, bei dem sie wieder zwei Fifties in den WODIs (63 und 66 Runs) und eines in den WTwenty20 (58 Runs) erzielte. In den West Indies im November 2019 erzielte sie jeweils ein Half-Century in den WODIs (74 Runs) und den WTwenty20s (67 Runs). Bei einem Drei-Nationen-Turnier in Australien im Februar 2020 konnte sie gegen den Gastgeber zwei Fifties erzielen (55 und 66 Runs).
Im November 2020 gewann sie mit den IPL Trailblazers die Women’s T20 Challenge 2020. Das Jahr 2021 begann mit einem Half-Century über 80* Runs gegen Südafrika. Im Sommer 2021 spielte sie in England erstmals seit 2014 wieder einen Test mit der indischen Mannschaft. Dabei erzielte sie ein Half-Century über 78 Runs und konnte auch ein weiteres über 70 Runs in der folgenden WTwenty20-Serie erzielen. Im Herbst 2021 traf sie mit dem indischen Team auf Australien. Man absolvierte einen WTest und Mandhana konnte dabei ein Century über 127 Runs aus 216 Bällen erzielen und wurde dafür als Spielerin des Spiels ausgezeichnet. Auch erzielte sie jeweils ein Fifty über 86 Runs in den WODIs und über 52 Runs in den WTwenty20s.

## Auszeichnungen
Im Juni 2018 wurde sie vom indischen verband als beste indische Spielerin ausgezeichnet. Auch erhielt sie in dem Jahr den Arjuna Award.